# Manius Acilius Balbus (Konsul 150 v. Chr.)
Manius Acilius Balbus war ein römischer Politiker und Senator zur Mitte des 2. Jahrhunderts v. Chr. Er gehörte der gens Acilia an. 150 v. Chr. war er zusammen mit Titus Quinctius Flamininus ordentlicher Konsul.